# Schwarze Wand
Schwarze Wand är en bergstopp i Österrike. Den ligger i distriktet Lienz och förbundslandet Tyrolen, i den centrala delen av landet. Toppen på Schwarze Wand är 3 506 meter över havet, eller 46 meter över den omgivande terrängen.
Den högsta punkten i närheten är Großvenediger, 3 662 meter över havet, 2,0 km väster om Schwarze Wand.
Trakten runt Schwarze Wand består i huvudsak av kala bergstoppar och isformationer.